# Unteres Perlenbachtal mit den Felsbildungen der Teufelsley, Engelsley, Bromelsley und Pferdeley
Das Naturschutzgebiet Unteres Perlenbachtal mit den Felsbildungen der Teufelsley, Engelsley, Bromelsley und Pferdeley liegt im Gebiet der Stadt Monschau.

## Beschreibung
Der Unterlauf des Perlbachs umfasst zwei Wald un felsige Abschnitte. Dazwischen liegt die Perlenbachtalsperre. An den Hängen wachsen überwiegend mittelalte Fichten. Einige der größeren Felsklippen sind zu Aussichtspunkten ausgebaut. Auf den Felsen hat sich stellenweise eine heideartige Vegetation entwickelt. Im schattigen Bereich gedeihen zahlreiche Farne, auch der seltene  Dünnfarn (Trichomanes speciosum). Der untere Bereich des Perlenbachs bis zur Mündung in die Rur, ist naturnah von Auwäldern begleitet.

## Schutzzweck
Geschützt werden sollen die Lebensräume für vieler nach der Roten Liste gefährdeten Pflanzen, Pilze und Tiere in NRW.
Die Ziele sind die Erhaltung und die Entwicklung folgender natürlicher Lebensräume gemäß Anhang I der FFH-Richtlinie:
- Fließgewässer mit Unterwasservegetation
- Silikatfelsen mit ihrer Pioniervegetation

Das Gebiet hat eine besondere Bedeutung für folgende Pflanzen und Tiere:
- Eisvogel
- Teichfledermaus
- Großes Mausohr
- Wasserfledermaus
- Kleine Bartfledermaus
- Braunes Langohr
- Gelbe Narzisse
- Beinbrech
- Groppe
- Bachneunauge
- Sumpf-Veilchen
- Prächtiger Dünnfarn

Diese zu schützenden Biotoptypen sind in diesem Gebiet anzutreffen: Nass- und Feuchtgrünland, naturnahe und unverbaute Bachabschnitte, Magerwiesen, Zwergstrauchheide, Auwälder, Rörichte und natürliche Felsbildungen.